# Jakarta XML RPC
Jakarta XML RPC (JAX-RPC; früher Java API for XML Based RPC) ist eine Java-Bibliothek, um Remote Procedure Calls auf XML-Basis ausführen zu können. Die Funktionalität der API wird von einem Unternehmenskonsortium (rund um Sun) und unabhängigen Personen im sogenannten Java Community Process erarbeitet und abschließend als Spezifikation und Referenz-Implementierung der Öffentlichkeit zur Verfügung gestellt.
Mit Version 2.0 wurde die API Teil der Jakarta XML Web Services (JAX-WS).
Oftmals wird für den Zweck der Kommunikation das SOAP-Protokoll als Basis der XML-Kommunikation benutzt.